# Hybolabus columbinus
Hybolabus columbinus là một loài bọ cánh cứng trong họ Attelabidae. Loài này được Erichson miêu tả khoa học năm 1848.